# The Brian Setzer Orchestra
The Brian Setzer Orchestra (někdy pod zkratkou BSO) je americký swingový a jazzový orchestr založený Brianem Setzerem v roce 1990. Tento orchestr patří mezi nejznámější orchestr ve Spojených státech a nejoblíbenější v Japonsku.[zdroj?] K jeho nejznámějším songům patří např. „Gettin' In the Mood“, „Zat you Santa Claus“ anebo coververze od Louise Primy „Jump Jive an' Wail“.

## Diskografie

### Studiová alba
- The Brian Setzer Orchestra (1994)
- Guitar Slinger (1996)
- The Dirty Boogie (1998)
- Vavoom! (2000)
- Boogie Woogie Christmas (2002)
- Dig That Crazy Christmas (2005)
- Wolfgang's Big Night Out (2007)
- The Best Of Collection – Christmas Rocks! (2008)
- Songs from Lonely Avenue (2009)